# Stazione di Stabio
La stazione di Stabio è una stazione ferroviaria posta nel territorio dell'omonimo comune ticinese, in Svizzera. Costituisce il punto d'interconnessione tra le linee internazionali Mendrisio-Malnate Olona (a carattere turistico) e Mendrisio-Varese.

## Storia

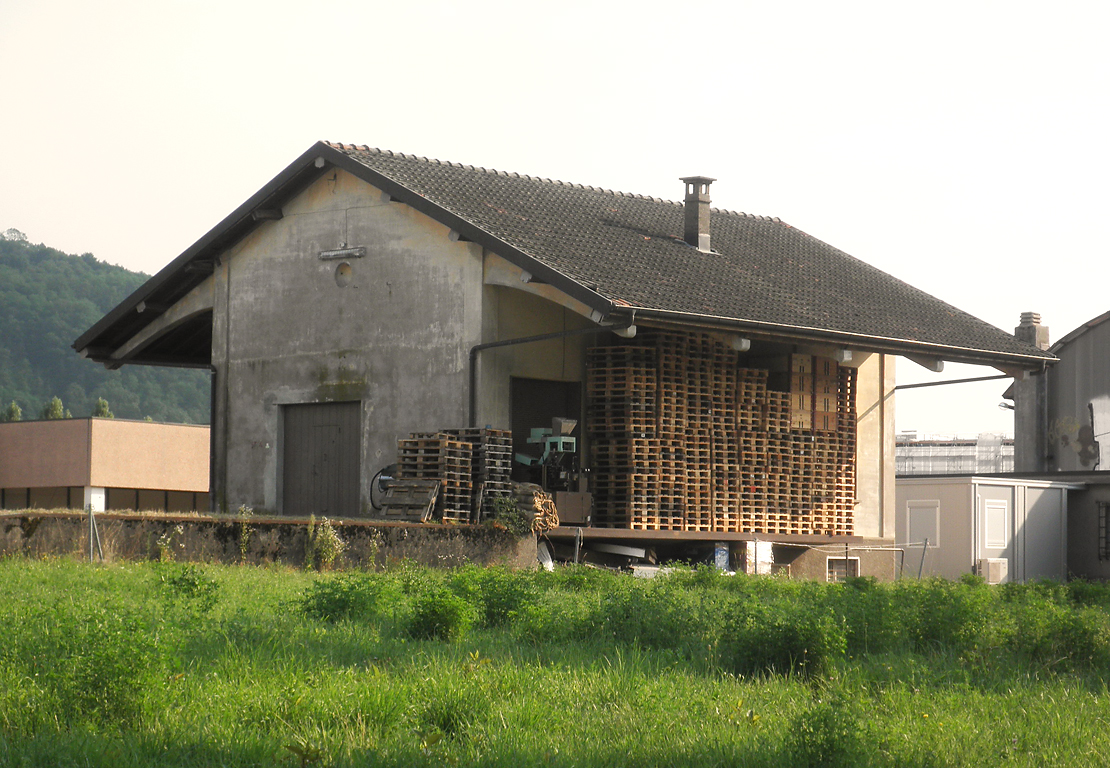
Il magazzino merci del 1926, opera di Robert Maillart.

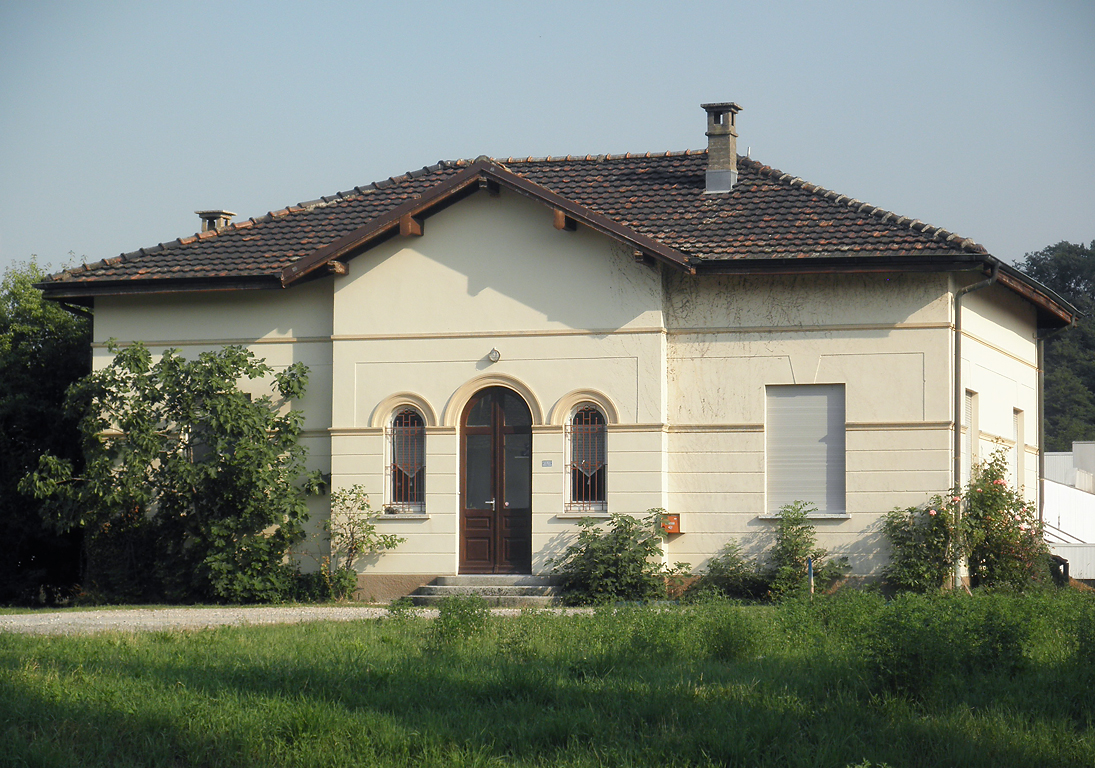
Il fabbricato viaggiatori utilizzato dal 1926 al 1928, dal 2015 è sede del Corpo di polizia comunale.

Costruita dalla Società Anonima per la Ferrovia Mendrisio-Stabio-Confine (FMS), concessionaria del tronco svizzero della ferrovia di Valmorea, la stazione di Stabio venne aperta all'esercizio il 27 giugno 1926. Le crescenti difficoltà finanziarie nelle quali versava la FMS resero tuttavia effimero l'esercizio della stazione, che venne sospeso fino a nuovo avviso a decorrere dal 30 aprile 1928. L'ufficio doganale di Stabio-Stazione cessò a sua volta l'attività di lì a poco a partire dal primo giugno 1928.
Nel secondo dopoguerra gli impianti della FMS, inclusi i binari afferenti alla stazione di Stabio, vennero riattivati sotto forma di raccordo industriale, il cui esercizio fu affidato all'impresa Raccordo S.A. di Chiasso. Nel 1980 la linea venne ceduta alle Ferrovie federali svizzere (FFS), le quali provvidero al rinnovo e all'ampliamento dell'infrastruttura.
A partire dal 1989 la stazione venne servita da occasionali convogli turistici a trazione diesel o a vapore.
A seguito dei lavori di potenziamento implementati sulla tratta Mendrisio-Stabio in previsione dell'apertura di una bretella internazionale per Varese, la stazione venne nuovamente inaugurata il 26 novembre 2014 e nuovamente dedicata al servizio viaggiatori a seguito del cambiamento d'orario del 15 dicembre 2014.

## Strutture e impianti
La stazione del 1926 era dotata di un fabbricato viaggiatori ad un solo piano e di un magazzino merci; la stazione era munita di un binario di raddoppio e di un binario tronco.
La stazione del 2014 è dotata di due binari passanti e sprovvista di un fabbricato viaggiatori propriamente detto (quello del 1926 è utilizzato dall'estate 2015 come sede del Corpo di polizia comunale).

## Movimento
Dal 1926 al 1928 la stazione venne servita da sei (occasionalmente sette) coppie di treni giornaliere; dal 1928 al 2014 il movimento si ridusse al solo traffico merci e a sporadici servizi turistici
All'atto della riapertura al regolare traffico passeggeri, nel dicembre 2014, la stazione divenne il capolinea meridionale delle linee S40 e S50 della rete celere del Canton Ticino, venendo servita unicamente nelle fasce orarie mattutine e serali dei giorni feriali a cadenza oraria.
Con l'entrata in vigore dell'orario 2016 il servizio, sempre limitato ai giorni feriali, è stato potenziato: la stazione risulta perciò servita a cadenza oraria da un treno S40 e da un S50, rafforzati da alcune occasionali integrazioni periodiche.
Previa attivazione totale della nuova relazione Mendrisio-Varese e alcuni cambi d'orario, dal 9 giugno 2019 Stabio è servita tutti i giorni dalla linea S50 Malpensa Aeroporto-Varese-Mendrisio-Lugano-Bellinzona e dal lunedì al sabato dalla linea S40 Varese-Mendrisio-Como. Entrambe le relazioni operano con cadenzamento orario.

## Servizi
La stazione dispone di due banchine, a servizio rispettivamente del primo e del secondo binario, collegate da un sottopassaggio.
- Biglietteria automatica